# Valeri Zikov
Valeri Borisovitch Zikov (en russe : Валерий Борисович Зыков), né le 24 février 1944 à Gorki à l'époque en URSS et aujourd'hui en Russie, est un joueur de football russe (international soviétique) qui évoluait au poste de défenseur.

## Biographie

### Carrière en club
Avec le Dynamo Moscou, il remporte deux Coupe d'URSS. 
Avec cette même équipe, il atteint la finale de la Coupe des vainqueurs de coupe en 1972, en étant battu par le club écossais des Glasgow Rangers. Zikov dispute l'intégralité de cette finale disputée au Camp Nou de Barcelone. 
Avec le Dynamo, il dispute 213 matchs en première division soviétique, inscrivant un seul but, lors de l'année 1971.

### Carrière en sélection
Avec l'équipe d'URSS, il joue 4 matchs, sans inscrire de but, entre 1970 et 1971. 
Il joue son premier match en équipe nationale le 6 mai 1970 en amical contre la Bulgarie. Il dispute ensuite trois matchs lors de l'année 1971 comptant pour les éliminatoires du championnat d'Europe 1972 : un contre l'Espagne, un autre contre Chypre, et enfin un dernier contre l'Irlande du Nord.
Il figure dans le groupe des sélectionnés lors de la coupe du monde de 1970. Lors du mondial organisé au Mexique, il ne joue aucun match.

## Palmarès
Dynamo Moscou
| - Championnat d'URSS : - Vice-champion : 1967 et 1970. - Coupe d'URSS (2) : - Vainqueur : 1967-68 et 1970. |  | - Coupe des vainqueurs de coupe : - Finaliste : 1971-72. |